# Kim Larsen & Kjukken (album)
Kim Larsen & Kjukken er debutalbummet fra den danske poprock-gruppe Kim Larsen & Kjukken, der blev udgivet den 10. juni 1996 på Medley Records. Albummet var produceret i samarbejde med svenske Max Lorentz, og Kim Larsens mangeårige samarbejdspartner Poul Bruun. Kim Larsen mødte Lorentz da han producerede duetten "Gör mig lycklig nu" med Mats Ronander i 1992. Albummet opnåede en førsteplads i Danmark, og en niendeplads i Sverige. I Danmark har albummet solgt 131.000 eksemplarer.

## Spor
| #   | Titel                     | Tekst                                         | Musik                                  | Længde |
| --- | ------------------------- | --------------------------------------------- | -------------------------------------- | ------ |
| 1.  | "Om mange år"             | Kim Larsen                                    | Larsen                                 | 1:18   |
| 2.  | "To som elsker hinanden " | Viggo Stuckenberg, Larsen                     | Larsen                                 | 3:03   |
| 3.  | "Sommeren er gået"        | Larsen                                        | Larsen, Karsten Skovgaard, Bo Gryholt  | 2:48   |
| 4.  | "Blå sko"                 | Larsen, Skovgaard, Gryholt, Jesper Rosenqvist | Larsen, Skovgaard, Gryholt, Rosenqvist | 2:32   |
| 5.  | "Jyllingevej"             | Larsen, Erik Clausen                          | Larsen, Clausen                        | 2:47   |
| 6.  | "Liden sol"               | Frank Jæger                                   | Tony Vejslev                           | 3:00   |
| 7.  | "Jeg er træt"             | Larsen                                        | Larsen                                 | 3:32   |
| 8.  | "Her i Odense"            | Larsen                                        | Larsen                                 | 2:42   |
| 9.  | "Fortryllet"              | Larsen                                        | Camille Saint-Saëns                    | 2:15   |
| 10. | "På vagt for dronningen"  | Larsen                                        | Bob Dylan                              | 4:18   |
| 11. | "Hittebarn"               | Larsen                                        | Larsen                                 | 3:29   |
| 12. | "Hippopotamus"            | Larsen                                        | Larsen                                 | 2:52   |
| 13. | "Golf"                    | Larsen                                        | Larsen                                 | 2:42   |
| 14. | "Sæbebobler"              | Larsen                                        | Larsen                                 | 3:02   |
| 15. | "Kommer hjem"             | Larsen                                        | Larsen, Skovgaard                      | 2:50   |
| 16. | "Vi ses igen"             | Albert Ross Parker, Hughie Charles, Larsen    | Parker, Charles, Larsen                | 3:39   |